# Ohitorisama
Ohitorisama (おひとりさま?) è un dorama stagionale autunnale di TBS andato in onda in 10 puntate nel 2009.

## Trama
Satomi è una donna single che insegna storia in un prestigioso liceo femminile, lo stesso che lei stessa ha frequentato. Dotata di bellezza e intelligenza, il suo motto è mai mollare o scendere a compromessi. Per la sua capacità di compiere qualsiasi cosa con le sue sole forze ha ricevuto il soprannome Ohitorisama (Solo tu), che rappresenta anche la mancanza di un fidanzato dovuta al troppo lavoro.
Un giorno Shinichi, assunto temporaneamente come supplente, arriva al liceo femminile dove insegna Satomi. Ha dieci anni meno di lei, ha fatto fino ad allora solo piccoli lavoretti part-time e non ha né soldi, né una laurea. Le giovani professoresse e le studentesse s'innamorano immediatamente di lui, ma Satomi non prova davvero nessun interesse nei confronti di un ragazzino tanto più giovane di lei: questo almeno è quello che s'impone di credere.

## Personaggi
- Satomi Akiyama, interpretata da Alisa Mizuki

33 anni, insegnante di storia giapponese e organizzatrice scolastica; mette tutto il suo impegno nel lavoro, tanto che molti altri insegnanti si affidano a lei per varie incombenze. Vive da sola e non ha problemi apparenti, tranne forse quello di essere completamente negata nei lavori domestici e in cucina: il suo appartamento è in costante disordine e per mangiare un pasto caldo decente deve andare al ristorante.
Molto popolare tra gli studenti, di cui fa la consulente al club di pallavolo; cinque anni prima ha rotto col fidanzato e da allora non ha avuto più alcuna relazione con altri uomini, tanto da non ricordarsi quasi più (parole sue) come sono fatti.
- Shinichi Kamisaka, interpretato da Teppei Koike

23 anni, supplente di giapponese non molto preparato. Dopo che i genitori hanno divorziato quand'era ancora un bambino molto piccolo, è cresciuto soo col padre senza mai conoscere la madre. Ha dovuto presto imparare a badare a se stesso senza masi chieder l'aiuto di nessuno: è bravo a cucinare e fare le faccende domestiche.
Se l'è cavata fino ad allora con lavoretti provvisori, e quest'instabilità gli ha fatto imparare il valore del denaro, che non spreca mai. Non potendo permettersi l'affitto di un appartamento da solo, e non potendo più rimaner con Hiroyuki in quanto deve ospitare la sorella, viene accolto in casa da Satomi: inizierà così una convivenza segreta ai limiti della farsa.
- Yoshie Tajima, interpretata da Miki Maya

45 anni, preside della scuola. Ha voluto assumere a tutti i costi Shinichi e sembra avere un qualche segreto da nascondere.
- Kimika Sawai, interpretata da Nao Matsushita

23 anni, giovane insegnante d'inglese, figlia del presidente d'un'importante azienda che finanzia la scuola. Prova immediatamente un debole per Shinichi. Finirà per essere toccata dalle continue gentilezze di Hiroyuki.
- Hiroyuki Harada, interpretato da Keita Tachibana

23 anni, amico di college di Shinichi, con cui ha diviso per un periodo un appartamento. S'innamorerà di Kimika fin dal primo momento e, anche verrà più volte respinto, non demorderà.
- Chihiro Aoki, interpretata da Ami Suzuki

28 anni, infermiera della scuola e confidente di Satomi.
- Mai Sasaki, interpretato da Hiromi Kitagawa

28 anni, insegnante di educazione fisica.
- Yuki Matsumura, interpretata da Erika Mahiro

27 anni, insegnante di musica.
- Minami Saegura, interpretata da Mio Otani

17 anni, studentessa benestante che rimane subito attratta da Shinichi e che cerca in tutti i modi di sedurre. Orgogliosa ed egoista.
- Eri Miyamoto, interpretata da Sari Kobayashi

17 anni, un trauma familiare infantile non le permette di essere come tutte le altre compagne.
- Yano Saeko, interpretata da Sakai Wakana

29 anni, insegnante di matematica. Suo primario obiettivo è quello di fare carriera e salire presto di grado, anche a scapito dei colleghi. Rivaleggia con Satomi in ambito lavorativo; si vergogna del fidanzato nullatenente.
- Shinsuke Nomomura, interpretato da David Itō

40 anni, insegnante di geografia. Assistente del vice preside.
- Hirofumi Inoie, interpretato da Kenta Satoi

50 anni, vice preside. Vorrebbe diventare preside al posto di Yoshie, anche a costo d'utilizzar trucchetti poco puliti.
- Rika Kikuchi, interpretata da Mieko Ishii

17 anni, alunna di Shinichi.
- Saki ato, interpretata da Masumi Okamura

17 anni, alunna di Shinichi.

### Star ospiti
- Un fattorino - Gori (ep 1)
- Shogo Hasegawa, interpretato da Yoshihiko Hakamada (ep 1,8-9)

Ex fidanzato di Satomi.
- Matsunaga Kazuya (ep 2)
- Sayaka Harada - Kaoru Hirata (ep 2,8)
- Sakagami - Masako Miyaji (ep 3)
- Donna delle pulizie - Yoriko Kamimura (ep 4)
- Hitoshi Nikaido - Shunsuke Nakamura (ep 5-6,9)
- Keiko Yanagida - Mayu Kusakari (ep 6)
- Tanaka - Koen Kondo (ep 6,8)
- Guardia di sicurezza al campus - Ryosuke Nagata (ep 6)
- Fumiyo Akiyama - Yukiko Takabayashi (ep 7)
- Naoko - Miki Murai (ep 8)
- Chiaki - Akiko Takase (ep 8)

## Episodi
| nº | Titolo originale | Prima TV Giappone |
| -- | --- | ----------------- |
| 1  | 1 - Bishibishi iku wa yo, kakugo shi nasai! Josei kyōshi VS sōshokukeidanshi (1 - ビシビシいくわよ、覚悟しなさい! 女性教師VS草食系男子? lett. 1 - Preparatevi, vado inesorabilmente! Donna insegnante VS Ragazzo vegetariano)                                        | 16 ottobre 2009   |
| 2  | 2 - Watashi datte mamora retai! (2 - 私だって守られたい!? lett. 2 - Anche io voglio essere protetta!) | 23 ottobre 2009   |
| 3  | 3 - Hitori janakatta... watashinoie ni otoko ga iru! (3 - ひとりじゃなかった…私の家に男がいる!? lett. 3 - Non sono sola... c'è un uomo in casa mia!) | 30 ottobre 2009   |
| 4  | 4 - Watashiniha wakaru, anata wa nigeru yōna hito janai! (4 - 私にはわかる、あなたは逃げるような人じゃない!? lett. 4 - Lo so, non sei una persona che ama scappare!)                                                                                                 | 6 novembre 2009   |
| 5  | 5 - Kinkyū o miai! Double Date! Proposal (5 - 緊急お見合い! ダブルデート! プロポーズ? lett. 5 - Accoppiata d'emergenza! Doppio appuntamento! Proposta) | 13 novembre 2009  |
| 6  | 6 - Watashi, sukinahito ga dekita mitaina no! (6 - わたし、好きな人ができたみたいなの!? lett. 6 - Io non posso piacere a chi mi piace!) | 20 novembre 2009  |
| 7  | 7 - Naite! Dakishimete! Soshite totsuzen no kokuhaku! (7 - 泣いて! 抱きしめて! そして突然の告白!? lett. 7 - Pianto! Abbraccio! Dichiarazione improvvisa!) | 27 novembre 2009  |
| 8  | 8 - Tsuini bare chatta soshite totsuzen no kiss! (8 - ついにバレちゃった そして突然のキス!? lett. 8 - Alla fine ho avuto un bacio improvviso!) | 4 dicembre 2009   |
| 9  | 9 - Motokare & moto miai aite tōjō de toshinosarenai! Tsuini sai shūshō (9 - 元彼&元見合い相手登場で年の差恋愛! ついに最終章? lett. 9 - Una differenza nell'amore in occasione dell'anniversario! Infine, il capitolo finale)                                        | 11 dicembre 2009  |
| 10 | 10 - Kandō no saishūkai no hazu ga omowanu ketsumatsu ni! Kyūkyoku no kakusa renai no yukue wa (10 - 感動の最終回のはずが思わぬ結末に! 究極の格差恋愛の行方は? lett. 10 - Il risultato imprevisto dell'ultimo round di emozioni! La permanenza del divario in amore) | 18 dicembre 2009  |

## Produzione

### Musica
Il tema principale della serie è Koe o Kikasete (声をきかせて? lett. Fammi sentire la tua voce) della boy band sudcoreana Big Bang, usata come sigla d'apertura. La sigla di chiusura, invece, è Am I Fallin' In Love? di Kazusa Kitaguchi.

## Distribuzioni internazionali
| Paese     | Prima TV                       | Canale/i                        |
| --------- | ------------------------------ | ------------------------------- |
| Hong Kong | 28 febbraio 2010-28 marzo 2010 | TVB Drama, TVB, TVB J2, HD Jade |
| Taiwan    | 1º giugno 2010-14 giugno 2010  | Videoland Japan Channel         |